# Варшевиці (Лодзинське воєводство)
Варшевиці (пол. Warszewice) — село в Польщі, у гміні Стрикув Зґерського повіту Лодзинського воєводства.
Населення — 120 осіб (2011).
У 1975-1998 роках село належало до Лодзинського воєводства.

## Демографія
Демографічна структура станом на 31 березня 2011 року:
|          | Загалом | Допрацездатний вік | Працездатний вік | Постпрацездатний вік |
| -------- | ------- | ------------------ | ---------------- | -------------------- |
| Чоловіки | 60      | 7                  | 46               | 7                    |
| Жінки    | 60      | 7                  | 34               | 19                   |
| Разом    | 120     | 14                 | 80               | 26                   |